# Дубянский, Владимир Андреевич
Влади́мир Андре́евич Дубя́нский (2 июля 1877, Павловск — июнь 1962) — российский геоботаник, доктор биологических наук, один из авторов «ЭСБЕ».

## Биография
Владимир Дубянский учился в Московском университете с 1897 по 1902 год, государственные экзамены сдал в 1903 году с дипломом I степени.
С 1902 года — сотрудник Петербургского ботанического сада.
В 1912 году по поручению Русского географического общества Дубянский основал при станции Репетек в Каракумах Репетекскую песчаную станцию, которой руководил до 1918 года.
С 1924 года работал в фитомелиоративном подотделе Всесоюзном институте прикладной ботаники и новых культур. Профессор Санкт-Петербургского государственного университета.
В 1930 году награждён Русским географическим обществом золотой медалью имени Петра Петровича Семёнова-Тян-Шанского.
В 1931—1933 годы — секретарь совета Песчано-пустынного института, вошедшего в состав Почвенного института имени В. В. Докучаева АН СССР (1933).
В 1940-х годах — сотрудник ВНИИ агролесомелиорации, председатель Комиссии по проблеме песков при СМ СССР.
Дубянский совершил множество экспедиций, исследуя степи юга европейской части России и песчаные пустыни Средней Азии. Результаты этих экспедиций обобщены Дубянским в монографии «Песчаная пустыня — юго-восточные Кара-кумы, её естественные районы, возможности их сельскохозяйственного использования и значение для ирригации» (1928).
Основные труды в области географии и биологии пустынь, среди которых: «Растительность русских песчаных пустынь», «Меры к улучшению природных условий жизни рабочих посёлков нефтяных промыслов Эмбенского района», «Озеленение пустыни», «Новые виды бумажного сырья», «Закрепление, облесение и освоение песков и супесей европейской части СССР», «Агролесомелиоративные мероприятия для защиты Главного Туркменского канала от песчаных заносов», «Значение механических защит для предохранения Ашхабадской железной дороги от песчаных заносов».
Дубянский изучал саксауловые леса Средней Азии, лекарственные, каучуконосные и другие полезные растения (чий, хондрилла и другие).
Как флорист-систематик, Дубянский исследовал, в частности, роды Тимьян (Thymus) и Иссоп (Hyssopus).
В 1911 году Владимир Андреевич Дубянский за исследования песков Средней Азии и европейской части России был награждён золотой медалью имени Н. М. Пржевальского Русского географического общества.
В честь Владимира Андреевича Дубянского названы виды растений Мордовник Дубянского (Echinops dubjanskyi Iljin), Василёк Дубянского (Centaurea dubjanskyi Iljin) и Ферула Дубянского (Ferula dubjanskyi Korovin).
Умер в 1962 году. Похоронен в Воронеже на Коминтерновское кладбище. 
Брат Дубянский, Александр Андреевич, геолог, лауреат Ленинской премии (1959).